# 鬼木大地
鬼木 大地（おにき だいち、2000年10月28日 - ）は、日本の俳優。福岡県出身。所属事務所はアイティ企画→チャーム

## 略歴
2019年のバラエティ番組『木梨の貝。』、『劇団さまぁ〜ず』のオーディションに勝ち残り芸能界デビュー。木梨憲武は番組内で、人格重視で選んだと、人柄を絶賛。

## 人物
趣味はHIPHOP鑑賞、古着屋巡り。特技は野球、水泳、長距離走。他に『劇団さまぁ〜ず』第13話にて、ペン1本で人物画を描く特技を披露している。

## 出演

### 映画
- 帝一の國（2017年4月29日、東宝） - 生徒 役
- 最強殺し屋伝説国岡（2021年10月8日、キングレコード）

### ドラマ
- 「FAKE MOTION -たったひとつの願い-」（日本テレビ、2021年1月20日-）

### ネット配信ドラマ
- ふたりモノローグ（2017年10月9日、AbemaTV）

### CM・広告
- Nintendo Switch Lite（2019年）
- NTTドコモ ディズニーデラックス トイ・ストーリー篇（2019年）
- 東京ガス「家族の絆」シリーズ（2019年）
- ミラティブ「クリスマスキャンペーン」篇（2019年）、「お正月キャンペーン」篇（2020年）
- 東京都交通局「都バス先生」- 東陽町番長役 (2020年)
- 三国志ブラスト~少年ヒーローズ~ (2020年)
- デジタルナレッジ「ユーザーをみつめる」篇(2020年)
- 代々木アニメーション学院 「春のオープンキャンパス」 (2021年)
- マース ジャパン リミテッド「スニッカーズ モバイト」- 木村昴篇、呂布カルマ篇 (2021年)
- マース ジャパン リミテッド 「スニッカーズ」-呂布カルマ篇 (2021年)
- レバレジーズ「次代を、創る_篇」「さまざまな分野_篇」（2023年12月24日 - ）

### web
- 劇団さまぁ〜ず（GYAO!）
- 木梨の貝。（GYAO!）
- 最強殺し屋伝説国岡×BLACK BRAINコラボムービー（YouTube）
- あさぎーにょ「もう限界。無理。逃げ出したい。」（YouTube） - 高校生 役
- 東京都福祉保健局「STOP!!薬物乱用」
- ゴンゴール「ブチギレ氏原&サカモト【GGチャンネル】」(YouTube)
- N/A「NO GOOD TV」- Vol.29、Vol.31 (YouTube）
- チャンスの時間 #139~もしも大悟の浮気が発覚したら、後輩はどんな反応をする？(AbemaTV）

### テレビ番組
- ザ!世界仰天ニュース（2019年11月5日、日本テレビ） - 再現ドラマ- 野球部員役
- 訳あり人の駆け込み寺 〜明日は我が身〜（2019年12月17日、関西テレビ） - 再現ドラマ
- ザ!世界仰天ニュース（2020年6月9 日、日本テレビ） - 再現ドラマ- 運命の男役
- ザ!世界仰天ニュース（2020年11月3日、日本テレビ） -再現ドラマ- 井口宏斗役

### 舞台
- 劇団さまぁ〜ず（2019年3月26日、草月ホール）

### MV・PV
- 真っ白なキャンバス「HAPPY HAPPY TOMORROW」（2018年） - ドラム 役

### ラジオ番組
- 土曜朝6時 木梨の会。（2018年12月15日、TBSラジオ）

#### ナレーション
- ファンタ(2023年〜)